# Великотаябинське сільське поселення
Великотаяби́нське сільське поселення (рос. Большетаябинское сельское поселение) — муніципальне утворення у складі Яльчицького району Чувашії, Росія. Адміністративний центр — село Велика Таяба.

## Населення
Населення — 886 осіб (2019, 1210 у 2010, 1549 у 2002).

## Склад
До складу поселення входять такі населені пункти:
| Населений пункт        | Населення, осіб (2002) | Населення, осіб (2010) |
| ---------------------- | ---------------------- | ---------------------- |
| Аранчеєво, присілок    | 402                    | 307                    |
| Біла Воложка, присілок | 281                    | 217                    |
| Велика Таяба, село     | 866                    | 686                    |